# 王光德
王光德（1947年12月27日—2001年10月18日），道名王通圣，男，湖北丹江口人，中国道士，曾任中国道教协会副会长，湖北省道教协会会长，第九届全国政协委员。